# Hieracium incurrens
Hieracium incurrens là một loài thực vật có hoa trong họ Cúc. Loài này được Saelán ex Norrl. mô tả khoa học đầu tiên năm 1889.